# Tricoul galben (film din 1952)
Tricoul galben (titlul original: în germană Sein großer Sieg) este un film sportiv est-german, realizat în 1952 de regizorul Franz Barrenstein în studiourile DEFA, protagoniști fiind actorii Claus Holm, Eva Probst, Lutz Götz și Johannes Schmidt. 

## Rezumat
Germania de Est și Berlinul de Vest în anii 1950. Hans Nettermann, proiectant la fabrica de biciclete „Komet”, este favoritul cicliștilor rutieri ai BSG. Visul lui este să conducă odată într-o cursă de semifond. O greșeală de construcție la bicicleta sa îl scoate din cursa rutieră. Au lucrat la îndepărtarea greșelii mult timp. Apoi s-a lăsat convins să meargă în Berlinul de Vest pentru a deveni ciclist profesionist. Deși urcă în clasa de vârf, ajunge să cunoască și fraudele din sportul profesionist. Se căsătorește cu Marianne, care l-a urmat și vrea să-l convingă să se întoarcă în RDG, ceea ce și face în sfârșit. După unele dificultăți în fabrică, este nominalizat la prima cursă de semifond amatori din RDG și câștigă.

## Distribuție
- Claus Holm – Hans Netterman
- Eva Probst – Marianne Tessler
- Lutz Götz – Tressler
- Johannes Schmidt – Mehlberg
- Harry Hindemith – Lahmann
- Horst Oberländer – Fred Berg
- Peter Marx – Hassler
- Hanns Groth – dr. Grüttner
- Fred Kronström – Geissler
- Peter Dornseif – dr. Hartmann
- Sabine Thalbach – Lottchen
- Hans Pitra – Hussong
- Heinz Scholz – Pichon
- Werner Uschkurat – Günther
- Fredy Barten – cârciumarul
- Paul Berndt – FDJler
- Hans-Edgar Stecher – FDJler
- Jean Brahn – un arbitru de concurs
- Günter Glaser – un arbitru de concurs
- Hermann Wagemann – un arbitru de concurs
- Georg Helge – un muncitor
- Albert Venohr – un muncitor
- Rolf Ludwig – un reporter

## Culise
Înainte de respectivele premiere, filmele din RDG erau de obicei verificate de comisii pentru ideologia corectă. Drept urmare, au fost frecvente refilmări de scene ulterior făcute. Astfel se întâmpla că în mare parte filmele rămâneau nelansate luni de zile și uneori mai mult de un an. Și în acest film a existat o corecție ulterioară a intrigii:
„ În «Tricoul galben», Claus Holm a trebuit să renunțe la cursă ca ciclist din cauza unui ax rupt. «Poate să fie bicicleta din RDG?», a vrut să știe un funcționar pentru cultură furios după ședința internă. Nu se putea nega că bicicleta care s-a defectat provine de la fabrica de biciclete Komet, deținută de stat, care joacă un rol important în film. «Ceva de genul acesta nu ar trebui să se întâmple cu una dintre bicicletele noastre», a decis oficialul. Așadar, o scenă care a cauzat în mod evident accidentul a fost refilmată. Noua scenă arată cum un agent viclean din vest pilește noaptea ceva la bicicleta de curse. ”— Der Spiegel (12/1953)